# آکادمی جهانی هنر، ادبیات و رسانه
آکادمی جهانی هنر، ادبیات و رسانه، (در انگلیسی: The World Academy of Arts، Literature، and Media) از زیرمجموعه‌های انستیتوی بین‌المللی مطالعات عالی است، که سازمان مادر آکادمی جهانی هنر، ادبیات و رسانه محسوب می‌شود. 
این سازمان هر ساله برگزیدگانی را در عرصهٔ هنر، ادبیات و رسانه که خدمات ارزنده‌ای را به جامعه و فرهنگ ایرانی ارائه کرده‌اند اعلام می‌کند و به حمایت و ترویج و توسعه هنرهای نمایشی، هنرهای زیبا، ادبیات، شعر، روزنامه‌نگاری حرفه‌ای و تولیدات رسانه‌ای می‌پردازد. 
به برگزیدگان آکادمی جهانی هنر، ادبیات و رسانه، جایزه شیر بالدار طلایی که نمادی از فرهنگ و تاریخ ایران است، اهدا می‌شود.
گفتنی است که هم‌اکنون دکتر مصطفی دربیانی، ریاست انستیتوی بین‌المللی مطالعات عالی را به عهده دارد.